# Marlene West
Marlene West (* 8. Juni 1972 in Kingston) ist eine jamaikanisch-kaimanische Squashspielerin.

## Karriere
Marlene West spielte 1994 erstmals auf der WSA World Tour. Ihre höchste Platzierung in der Weltrangliste erreichte sie mit Rang 71 im Mai 2010. Sie nahm an den Commonwealth Games 2002, 2006, 2010, 2014 und 2018 teil, davon die ersten drei Male für Jamaika und ab 2010 für die Cayman Islands. In den Jahren 1993, 1999, 2001 und 2003 wurde sie jeweils unter jamaikanischer Flagge Karibikmeisterin, mit Cameron Stafford wurde sie, für die Cayman Islands startend, 2018 im Mixed Vizepanamerikameisterin. Bei Zentralamerika- und Karibikspielen gewann sie zunächst 2002 mit der jamaikanischen Mannschaft und 2006 im Doppel mit Karen Anderson die Silbermedaille, ehe sie sich 2014 im Mixed mit Cameron Stafford Gold sicherte. Mit Stafford folgte 2018 der Gewinn der Bronzemedaille, die sie auch in der Mannschaftskonkurrenz gewann. 2012 stand sie, dank einer Wildcard, das einzige Mal im Hauptfeld einer Weltmeisterschaft und schied in der ersten Runde aus. West gewann fünfmal den Titel bei den jamaikanischen Meisterschaften.

## Erfolge
- Vizepanamerikameister im Mixed: 2018 (mit Cameron Stafford)
- Karibikmeister: 4 Titel (1993, 1999, 2001, 2003)
- Zentralamerika- und Karibikspiele: 1 × Gold (Mixed 2014), 2 × Silber (Mannschaft 2002, Doppel 2006), 2 × Bronze (Mixed und Mannschaft 2018)
- Jamaikanischer Meister: 5 Titel